# طائرة تجريبية

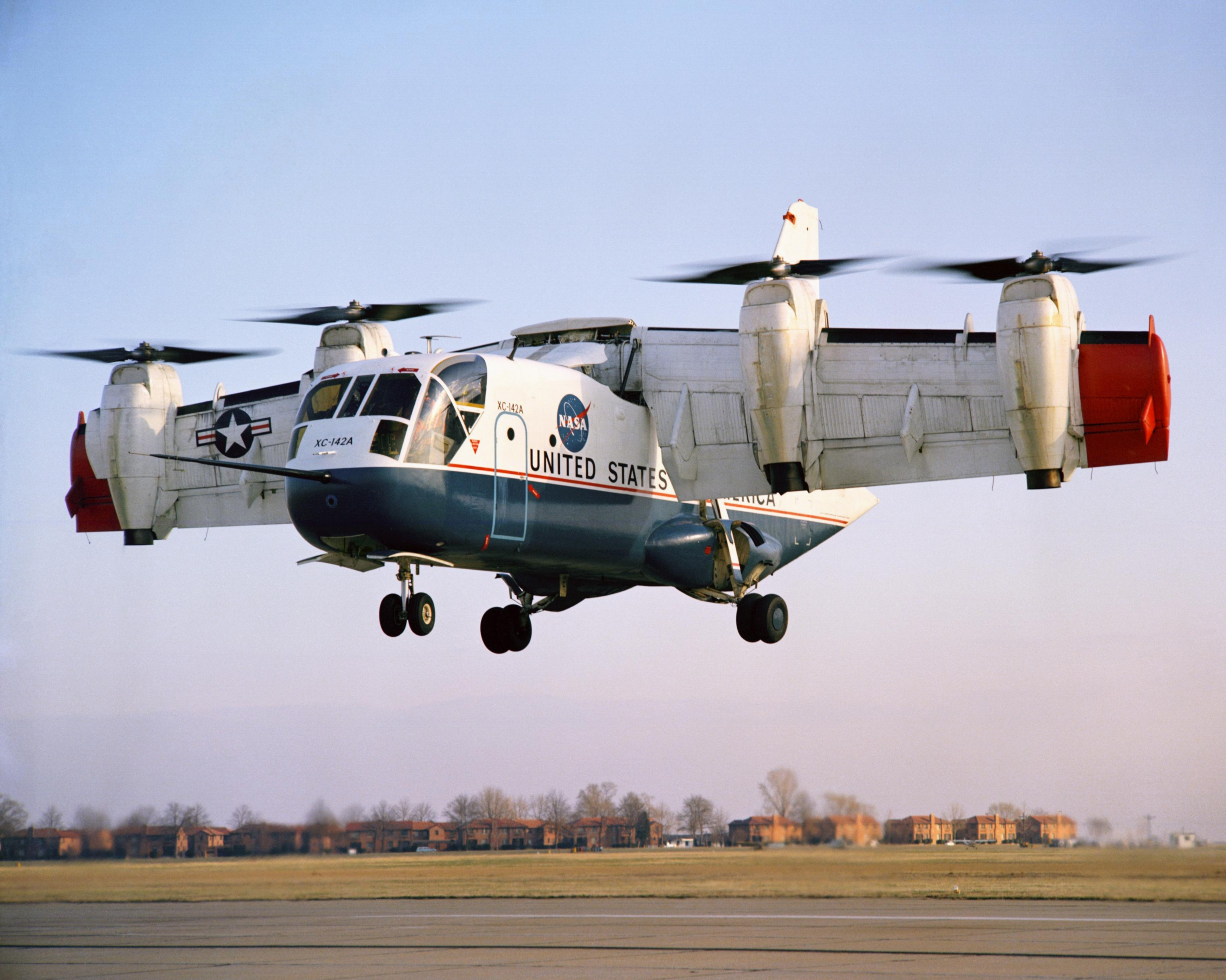

الطائرة التجريبية مصطلح يستخدم بصفة عامة للدلالة على طائرة لم يثبت بعد صلاحيتها للتحليق. عادة يستدل من هذه النوعية من الطائرات على أن هناك تجارب تتم على نظم الطيران والفضاء الحديثة، مما يعنى اتساع المصطلح. المصطلح يستخدم بشكل خاطئ عند الإشارة إلى الطائرات التي يبنيها الأفراد بأنفسهم، وذلك نظرا لأن تسجيل طائرات الأفراد يتم في الولايات المتحدة على أنها طائرات تجريبية.

## الطائرات التجريبية في الولايات المتحدة والعالم
تنتهج الولايات المتحدة وأستراليا قوانين أكثر مرونة عن باقى الدول في مجال الطائرات التجريبية، مما يتيح لطائرات الأفراد والطائرات المستوردة والعسكرية السابقة التحليق لديهم.

## التسجيل
بعض الدول تحتفظ بأرقام خاصة لتسجيل الطائرات التجريبية. كما أن هناك بعض الدول لديها أرقام خاصة بالطائرات التجريبية أثناء التجارب وأخرى بعد انتهاء التجارب.